# Katharina Schiechtl
Katharina Schiechtl, née le 27 février 1993 à Zams en Autriche, est une footballeuse internationale autrichienne jouant au poste de milieu de terrain.

## Biographie

### En club
Katharina Schiechtl commence le football à l'âge de 8 ans au SV Karres où elle reste six ans, puis elle rejoint le haut niveau en 2007 en signant au FC Wacker Innsbruck, club promu en première division autrichienne pour la saison 2007-2008, et y reste six ans.
En 2013, elle s'engage en deuxième division allemande au Werder Brême. Durant ses années dans le club du nord de l'Allemagne, elle vit trois montées en première division (à l'issue des saisons 2014-2015, 2016-2017 et 2019-2020) et deux descentes en deuxième division (à l'issue des saisons 2015-2016 et 2018-2019). Elle en est la capitaine lors de la saison 2017-2018.
Lors du mercato d'été 2023, elle signe au FK Austria Vienne.

### En sélection
Katharina Schiechtl est dans un premier temps sélectionnée avec les U-16 de l'équipe d'Autriche, puis avec les U-19 autrichiennes. Elle fait ses débuts avec l'équipe d'Autriche le 14 juin 2014 contre la Finlande dans le cadre d'une victoire 3-1.
En mars 2016, l'Autriche remporte le tournoi de Chypre. Katharina Schiechtl ne joue que la finale contre la Pologne, mais marque le but victorieux à la 89e minute.
Elle participe à l'Euro 2017 disputé aux Pays-Bas, où l'Autriche atteint les demi-finales.
Elle participe également à l'Euro 2022 en jouant un match face à l'Irlande du Nord (où elle marque un but). L'Autriche termine en quarts de finale.

## Palmarès
- Équipe d'Autriche
  - Vainqueure du Tournoi de Chypre en 2016[8]